# Lativalva pseudosmithii
Lativalva pseudosmithii là một loài bướm đêm trong họ Crambidae.